# Thomas Mitscherlich
Thomas Mitscherlich (11. Dezember 1942 in Heidelberg – 18. März 1998 in Oberstein, Westallgäu) war ein deutscher Filmregisseur, Drehbuchautor und Schriftsteller.

## Biografie
Mitscherlich wurde 1942 als Sohn von Alexander Mitscherlich und dessen zweiter Ehefrau Georgia Wiedemann in Heidelberg geboren.
Seit Anfang der 1970er-Jahre war Mitscherlich als unabhängiger Filmregisseur und Drehbuchautor tätig. Sein Œuvre besteht aus dokumentarischen, sozial engagierten und politischen Filmen. Er war einer der Leiter des „Bremer Instituts Film Fernsehen“, das auch Mitscherlichs bekanntesten und letzten realisierten Dokumentarfilm Reisen ins Leben von 1996 produzierte.
Mitscherlich starb 1998 im Alter von 55 Jahren an den Folgen eines Herzinfarkts.

## Filmografie
- 1972: Der Kampf um 11 % (Buch und Regie)
- 1976: Der unanständige Profit (Buch und Regie)
- 1978: … nur noch die Hälfte wert (Buch und Regie)
- 1979: Eine Gewerkschaft von innen (Regie, mit Günther Hörmann)
- 1984: Der Untergang der AG Weser (Regie, mit G. Hörmann und Detlef Saurin)
- 1984: Vater und Sohn (Buch, Regie und Mitwirkung)
- 1986: Sturz durch Träume. André Hellers Feuerbilder (Regie, m. Hörmann/Saurin)
- 1987: Abschalten (Buch, Regie, Produzent)
- 1990: Der Fotograf (Buch und Regie mit Franz Winzentsen; Kommentar) – TV –
- 1992: Der Bunker (Buch, Regie) – TV –
- 1993: Die Denunziantin (Regie) – im Wettbewerb der Berlinale 1993
- 1996: Reisen ins Leben (Buch, Regie, Interviews, Sprecher)

## Nachweise
1. ↑  Text zu „REISEN INS LEBEN – WEITERLEBEN NACH EINER KINDHEIT IN AUSCHWITZ“ auf filmzentrale.com.

| Personendaten    | Personendaten                     |
| ---------------- | --------------------------------- |
| NAME             | Mitscherlich, Thomas              |
| KURZBESCHREIBUNG | deutscher Filmregisseur und Autor |
| GEBURTSDATUM     | 11. Dezember 1942                 |
| GEBURTSORT       | Heidelberg                        |
| STERBEDATUM      | 18. März 1998                     |
| STERBEORT        | Oberstein, Westallgäu             |